# Cola Montano
Nicola Capponi, dit Cola Montano, né dans la première moitié du XVe siècle à Gaggio Montano et mort en 1482 à Florence, est un homme politique et humaniste italien, connu comme l'instigateur de l'assassinat de Galéas Marie Sforza.

## Biographie

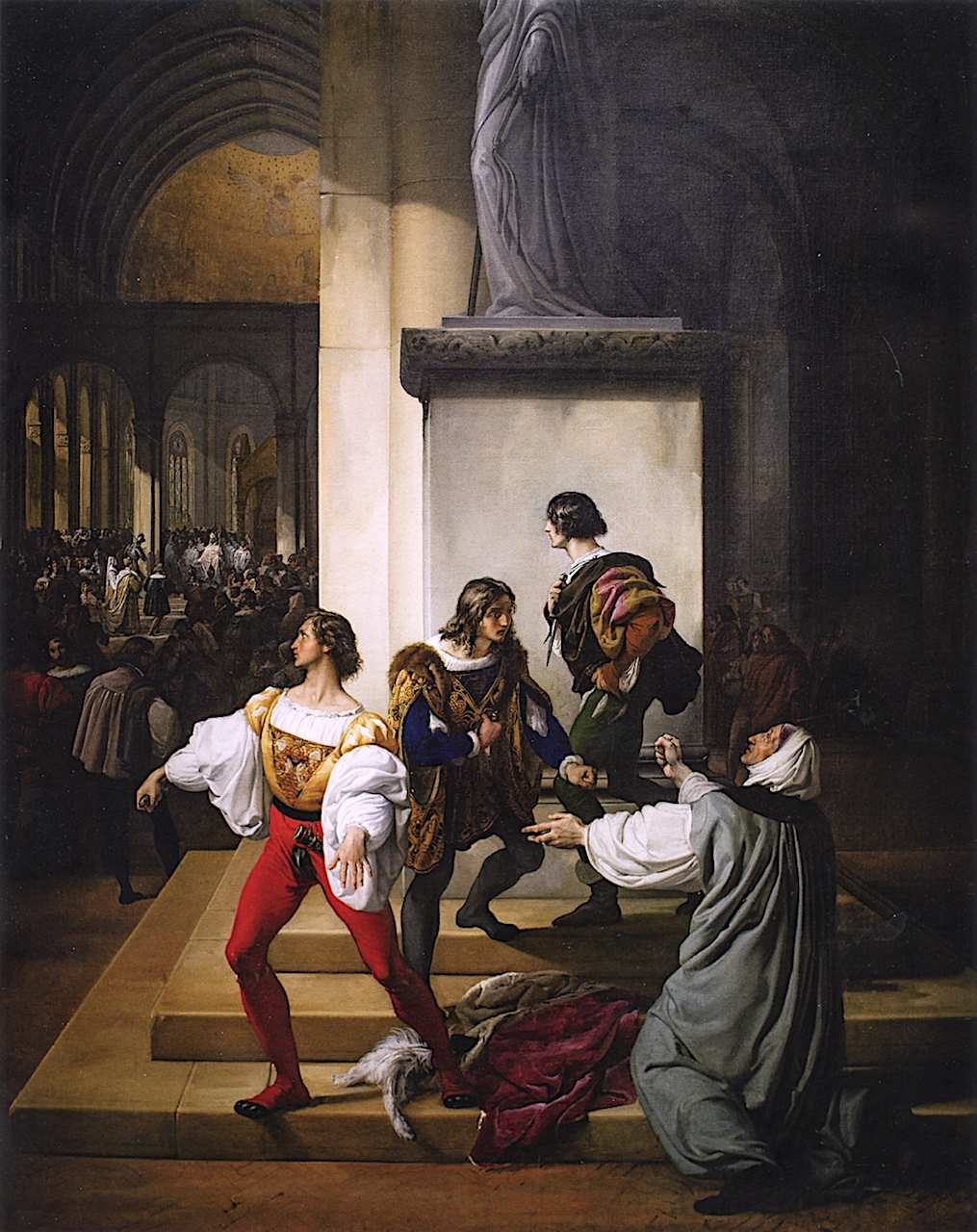
Francesco Hayez, La Conjuration des Lampugnani. Cola Montano était l'instigateur du complot.

Cola Montano naquit à Gaggio dans la première moitié du XVe siècle. Élève chéri du célèbre Georges de Trébizonde, il devint, vers 1450, professeur à Milan, et se fit une grande réputation autant par la vigueur de son éloquence que par la hardiesse et l’indépendance de ses principes. Cola Montano contribua à l'établissement de l'imprimerie d'Antonio Zarotto de Parme, le premier Lombard qui ait pratiqué l'art typographique. Ainsi que toute la jeunesse milanaise, Galéas Marie Sforza avait passé sur les bancs de son école. Lorsque, en 1446, ce prince succéda à son père Francesco sur le trône ducal, il eut l’odieuse fantaisie de venger par la peine du talion une correction infligée à son enfance par l’austère pédagogue ; et, sous un prétexte si vague que les historiens ne le peuvent indiquer avec certitude, il le fit fustiger publiquement. Montano, égaré par ses ressentiments, excita ses élèves à la révolte, et les détermina à s’élever contre la tyrannie du duc. Evoquant l'exemple des tyrannicides antiques, il finit par convaincre trois de ses élèves, Carlo Visconti (it), Girolamo Olgiati (it) et Giovanni Andrea Lampugnani (it), de la nécessité de délivrer Milan du tyran. Le lendemain de Noël de 1476, les trois jeunes attendirent Galéas dans la basilique Saint-Étienne-le-Majeur, le frappèrent de trois coups mortels, et s'élancèrent hors des portes pour appeler la foule à la liberté. Malgré de vives réactions au début, le gouvernement rendit rapidement justice. Les conspirateurs n'avaient pas réellement pensé aux conséquences de leur acte et furent appréhendés quelques jours après. Les assassins affirmèrent avoir été encouragés par Cola Montano qui avait quitté Milan quelques mois auparavant et avait trouvé un protecteur dans Ferdinand Ier de Naples ; ce fut pour complaire à ce prince qu’il prononça une harangue pour détourner les Lucquois de contracter aucune alliance avec Laurent de Médicis. Celui-ci, violemment irrité contre l’incommode rhéteur, le fit arrêter sur les montagnes de Bologne, et le fit pendre sans aucune forme de procès. On conserve à la Bibliothèque Ambrosienne le manuscrit du discours de Montano ; c’est la seule pièce qui soit restée de ce professeur, auquel le chevalier Girolamo Casio a consacré une place dans ses Epitafi, etc., p. 35.